# Drums of the Desert (film, 1927)
Pour les articles homonymes, voir Drums of the Desert.
Pour plus de détails, voir Fiche technique et Distribution.
Drums of the Desert est un film américain réalisé par John Waters, sorti en 1927.

## Fiche technique
- Titre : Drums of the Desert
- Réalisation : John Waters
- Scénario : John Stone d'après le roman de Zane Grey
- Photographie : Charles Edgar Schoenbaum
- Société de production : Paramount Pictures
- Pays d'origine : États-Unis
- Format : Noir et blanc - Film muet
- Genre : western
- Durée : 60 minutes
- Date de sortie : 1927

## Distribution
- Warner Baxter : John Curry
- Marietta Millner (en) : Mary Manton
- Ford Sterling : Perkins
- Wallace MacDonald : Will Newton
- Heinie Conklin : Hi-Lo
- George Irving : Professeur Elias Manton
- Bernard Siegel : Chef Brave Bear
- Guy Oliver : Indien